# Jati Mulia
Jati Mulia is een bestuurslaag in het regentschap Siak van de provincie Riau, Indonesië. Jati Mulia telt 1051 inwoners (volkstelling 2010).